# Rallye Dakar 1980
Navigation
Édition précédente Édition suivante
Le Rallye Dakar 1980 ou Paris-Dakar 1980 est le second Rallye Dakar. Son départ a été donné de Paris le 1er janvier 1980. L'arrivée a eu lieu le 23 janvier 1980 à Dakar au Sénégal. 216 compétiteurs prirent le départ de la course. Pour la première fois, une nouvelle catégorie fut introduite : celle des camions. De nouveaux constructeurs de véhicules prirent le départ : Yamaha, Volkswagen, Lada et BMW.

## Étapes
| Étape | Date               | Départ                   | Arrivée                  | Total (km)               |
| ----- | ------------------ | ------------------------ | ------------------------ | ------------------------ |
| 1     | 1er janvier 1980   | Paris                    | Olivet                   |                          |
| 2     | 2 janvier 1980     | Olivet                   | Marseille                |                          |
|       | 3 – 5 janvier 1980 | Transport vers l'Afrique | Transport vers l'Afrique | Transport vers l'Afrique |
| 3     | 6 janvier 1980     | Alger                    | In Salah                 | 957                      |
| 4     | 7 janvier 1980     | In Salah                 | Reggane                  | 270                      |
| 5     | 8 janvier 1980     | Reggane                  | Bordj Badji Mokhtar      | 630                      |
| 6     | 9 janvier 1980     | Bordj Badji Mokhtar      | Gao                      | 675                      |
|       | 10 janvier 1980    | Jour de repos à Gao      | Jour de repos à Gao      | Jour de repos à Gao      |
| 7     | 11 janvier 1980    | Gao                      | Mopti                    | 595                      |
| 8     | 12 janvier 1980    | Mopti                    | Niono                    |                          |
| 9     | 13 janvier 1980    | Niono                    | Tombouctou               | 570                      |
| 10    | 14 janvier 1980    | Tombouctou               | Gao                      | 424                      |
| 11    | 15 janvier 1980    | Gao                      | Bobo-Dioulasso           | 1300                     |
| 12    | 16 janvier 1980    | Bobo-Dioulasso           | Kolokani                 | 120                      |
|       | 17 janvier 1980    | Jour de repos à Kolokani | Jour de repos à Kolokani | Jour de repos à Kolokani |
| 13    | 18 janvier 1980    | Kolokani                 | Nioro du Sahel           | 280                      |
| 14    | 19 janvier 1980    | Nioro du Sahel           | Kayes                    | 247                      |
| 15    | 20 janvier 1980    | Kayes                    | Bakel                    | 68                       |
| 16    | 21 janvier 1980    | Bakel                    | Linguère                 | 370                      |
| 17    | 22 janvier 1980    | Linguère                 | Lompoul                  | 87                       |
| 18    | 23 janvier 1980    | Lompoul                  | Dakar                    | 120                      |

## Classements finaux

### Motos
25 des 90 motos inscrites ont terminé la course.
| Pos. | Pilote                             | Moto          |
| ---- | ---------------------------------- | ------------- |
| 1    | Cyril Neveu                        | Yamaha XT 500 |
| 2    | Michel Merel                       | Yamaha XT 500 |
| 3    | Jean-Noel Pineau                   | Yamaha XT 500 |
| 4    | Jean-Pierre Lloret                 | BMW 800       |
| 5    | Jean-Claude Morellet (dit Fenouil) | Yamaha XT 500 |
| 6    | Philippe Vassard                   | KTM 240       |
| 7    | Alain Padou                        | Honda 500 XR  |
| 8    | Ludovic Loue                       | Yamaha XT 500 |
| 9    | Guy Albaret                        | Yamaha XT 500 |
| 10   | Marc Joineau                       | Suzuki SP 370 |

### Autos
49 des 116 voitures inscrites ont terminé la course
| Pos. | Équipage                                                         | Véhicule         |
| ---- | ---------------------------------------------------------------- | ---------------- |
| 1    | Freddy Kottulinsky Gerd Löffelmann                               | Volkswagen ILTIS |
| 2    | Patrick Zaniroli Philippe Colesse                                | Volkswagen ILTIS |
| 3    | Claude Marreau Bernard Marreau                                   | Renault 4 SINPAR |
| 4    | Jean Ragnotti Georges Vaills                                     | Volkswagen ILTIS |
| 5    | Christophe Neveu Rémy Bourgoin                                   | Range Rover V8   |
| 6    | Claude Bourgoignie Jean-pierre Tasiaux Maurice Gierst            | Range Rover V8   |
| 7    | Christine Beckers (1re féminine) Thierry Gérin Marc Stinglhamber | Range Rover V8   |
| 8    | Jacques Delefortrie Pierre Delefortrie Patrick Prat              | Toyota BJ 43     |
| 9    | Roland Gumpert Eder Alois                                        | Volkswagen ILTIS |
| 10   | Claude Guermonprez Jean-claude Ravez                             | Range Rover V8   |

À noter la 17e place du trio « acteur-journaliste-réalisateur » français : Yves Rénier / Yves Géniès / Pat Le Guen,.

### Camions
7 des 10 camions inscrits ont terminé la course.
| Pos. | Équipage                                          | Camion           |
| ---- | ------------------------------------------------- | ---------------- |
| 1    | Miloud Ataouat Hadj Daou Boukrif Mahiedine Kaoula | SONACOME         |
| 2    | Bernard Heu Daniel Delobel Gilbert Versino        | MAN 20280        |
| 3    | Abdelkader Bouzid Daid Mekhelef                   | SONACOME         |
| 4    | Mouhamed Affana Bouhafs Zergoune Lakhdar Haddou   | SONACOME         |
| 5    | Jean-Claude Marie Cyril Boulay                    | Renault SM8      |
| 6    | Jacques Frumholtz Francis Doz                     | Renault SM8      |
| 7    | René Metge Thierry de Saulieu Georges Landais     | Leyland Marathon |

### Vidéo INA
- Interview de Thierry Sabine : « Préparation 2ème édition rallye Paris Dakar » [vidéo], sur ina.fr, Actualités régionales Ile de France, 12 décembre 1979